# Balthasar von Daller

Balthasar von Daller (um 1900)

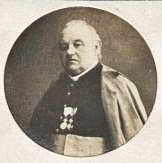
Foto um 1910

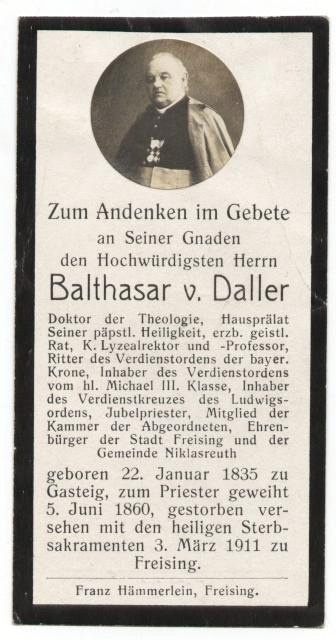
Sterbebildchen 1911

Balthasar Daller, seit 1901 Ritter von Daller, (* 22. Januar 1835 in Gasteig bei Niklasreuth, Bezirksamt Miesbach; † 3. März 1911 in Freising) war ein bayerischer katholischer Geistlicher, Lyzealprofessor und Parlamentarier. Von 1871 bis 1911 gehörte er für die Bayerische Patriotenpartei (seit 1887 für die Zentrumspartei) dem Bayerischen Landtag an. Dort war er von 1891 bis 1911 Vorsitzender der Zentrumsfraktion in der Kammer der Abgeordneten. 

## Herkunft und Beruf
Daller entstammte einer Bauernfamilie, die seit dem 17. Jahrhundert in Niklasreuth ansässig war. Er wurde als eines von sieben Kindern des Kasper und der früh verstorbenen Magdalena Daller geboren, besuchte die Volksschule des Ortes, bevor er 1847 auf die zweiklassige Lateinschule in Rosenheim wechselte und 1849 auf das Gymnasium in Freising, das er 1855 abschloss. Noch im selben Jahr begann er das Studium der Philosophie und der Theologie am Lyzeum in Freising, seit 1856 für sieben Semester an der Universität München. Hier hörte er unter anderen bei Franz Michael Permaneder, Franz Xaver Reithmayr und Jakob Frohschammer; vor allem aber erlebte er den berühmten Kirchenhistoriker Ignaz von Döllinger, der sich in diesen Jahren (nach der Dogmatisierung der Unbefleckte Empfängnis Mariens 1854) von Rom zu distanzieren begann und gegen den der junge Daller an einem strikten Konservativismus festhielt. 1861 wurde er mit der preisgekrönten Schrift Der Irrtum als Ehehindernis promoviert. Schon am 5. Juni 1860 war er zum Priester geweiht worden. 1862 erfolgte seine Ernennung zum Professor der Religionslehre am Freisinger Gymnasium, 1864 schließlich zum Professor für Kirchenrecht, Kirchengeschichte und Patrologie am Freisinger Lyzeum. Hier unterrichtete Daller bis an sein Lebensende, seit 1886 als Rektor des Lyzeums. Er publizierte zahlreiche Aufsätze in theologischen Zeitschriften.

## Weg in die Politik
Dallers Weg in die Politik kann als typisch für katholisch-konservative Vertreter seiner Generation betrachtet werden. Nach der bayerischen Niederlage im Deutschen Krieg berief König Ludwig II. Chlodwig zu Hohenlohe-Schillingsfürst zum Ministerratsvorsitzenden, der eine kleindeutsch orientierte, wirtschaftsliberale und antiklerikale Politik betrieb, die zu einer oppositionellen Politisierung der katholisch-konservativen Bevölkerung führte und in die Gründung der Bayerischen Patriotenpartei mündete. Dabei kam dem Schulgesetzentwurf des Kultusministers Franz von Gresser von 1867 eine zentrale Bedeutung zu. Auch Daller beteiligte sich in Freising an öffentlichen Versammlungen gegen den Gesetzentwurf, der den Einfluss der Kirchen in den Volksschulen zurückdrängen sollte und Simultanschulen ermöglichen wollte. 1868 dann stand die Zollparlamentswahl an und bei der Kandidatenaufstellung in Freising kam es unter Dallers Mitwirkung zur Gründung des Freisinger Kasinos, in dem er lebenslang engagiert blieb und dessen Vorsitz er seit 1885 innehatte. Noch bedeutsamer für die Geschichte des Politischen Katholizismus in Bayern wurde der von Daller und Ludwig von Arco-Zinneberg 1869 gegründete Bayerisch-Patriotische Bauernverein Tuntenhausen, der bald überregionale Bedeutung erlangte und dessen Vorsitz Daller nach Graf Arcos Tod von 1882 bis 1911 führte.

## Parlamentarier
Daller war bei den Wahlen zur Kammer der Abgeordneten des Bayerischen Landtages im November 1869 im Wahlkreis Traunstein zum Ersatzmann gewählt worden. Als dann der Abgeordnete Franz Xaver Schmid (1800–1871), der Stadtpfarrer von Traunstein, sein Mandat niederlegte, folgte ihm Daller am 14. Februar 1871 in die Kammer nach. Er gehörte dem Landtag bis zu seinem Tod an: in der Wahlperiode 1875–1881 vertrat er nochmals den Wahlkreis Traunstein, danach wurde er stets im Wahlkreis Rosenheim gewählt (also 1881, 1887, 1893, 1899, 1905 und 1907). Die wichtigsten Funktionen, die Daller in seiner langen Parlamentszugehörigkeit übernahm, waren: die ständige Mitgliedschaft im Finanzausschuss, dem wichtigsten Ausschuss der Kammer, seit 1879, von 1885 bis 1899 Referent für den Kultusetat in diesem Ausschuss, von 1899 bis 1905 dessen Vorsitzender; 1893 bis 1911 war er zudem Staatsschuldentilgungskommissär und 1905 wie 1907 bereits Alterspräsident der Kammer. Daneben gehörte er einer Vielzahl von Ausschüssen an.
Von 1872 bis 1899 war er daneben Mitglied und II. Vorstand des Gemeindekollegiums in Freising.

## Fraktionsführer
Die Basis für Dallers Funktionen in der Abgeordnetenkammer bildete seine Position in der eigenen Fraktion der Patriotenpartei, seit 1887 der bayerischen Zentrumspartei. Als er der Kammer im Februar 1871 beitrat, waren die harten Auseinandersetzungen um die Novemberverträge, die zu einer Fraktionsspaltung geführt hatten, gerade überstanden. Der Großteil der abweichenden Abgeordneten, wie etwa Max Huttler, kehrte im Zeichen des anhebenden Bayerischen Kulturkampfs in die Fraktion zurück. Doch blieben in den 1870er Jahren massive Spannungen in der Fraktion bestehen, die nun eher von klerikal-demokratischen Abgeordneten wie Alois Rittler ausgingen, die der liberalen und kulturkämpferischen Regierung mit harter Opposition begegnen wollten. Daller hielt sich von all diesen Spaltungstendenzen fern und folgte Joseph Edmund Jörg, dem Fraktionsführer jener Jahre. Seine Wahl in den Finanzausschuss 1879 konnte als innerfraktionelle Anerkennung gesehen werden. Als Jörg 1881 aus der Fraktion ausschied, gelang es Rittler 1881/82 zwar kurzzeitig, die Fraktion auf einen radikalen Kurs bis hin zur Budgetverweigerung festzulegen; doch Rittlers Scheitern und seine Wendung hin zu Johann von Lutz machte ab 1882 den Weg frei für eine kollegiale Fraktionsführung um Daller, Julius Kopp, Franz Bonn und seit 1883 Georg Orterer. Im Laufe der 1880er Jahre gelang es Daller dann, gemeinsam mit Orterer die Fraktionsführung zu übernehmen. 1891 wurden sie schließlich auch formell gewählt: Daller zum Fraktionsvorsitzenden, Orterer zu seinem Stellvertreter. In der Funktion des Fraktionsvorsitzenden fand Daller seine Bestimmung: „Wenn die Fraktion in Jahrzehnten des sozialen und wirtschaftlichen Umbruchs im Lande trotz unterschiedlicher materieller Interessen und dem Aufeinanderprall eigenwilliger Charaktere ihre Einheit bewahrte, war dies in erheblichem Ausmaß Daller zu verdanken.“ (Dieter Albrecht) Diese Fähigkeit zum Ausgleich brachte ihm den Spitznamen „Vater Daller“ ein und in einer Würdigung, wohl von Orterer verfasst, hieß es, Daller besitze „die Zauberkraft, durch sein grundwahres, offenes, lauteres, begütigendes Wesen alle zu verbinden“.
Balthasar von Daller erlag einem Krebsleiden und wurde am 6. März 1911 auf dem Freisinger Friedhof begraben. Sein Grabmal blieb bis heute erhalten.

## Varia
Auch Ludwig Thoma greift die Person Dallers in seinen satirischen Werken über den bayerischen Landtagsabgeordneten Filser auf. In dem Buch „Jozef Filsers Briefwexel“ (Zweiter Band, 1912) heißt es unter anderem:
„Indem Du beim Milidär gewesen bist, mus ich es Dier erkleren, das es nicht blos beim Milidär eine Diszaplien gibt sontern auch bei inserner Bardei (=Partei). Der Gäneral isd der gleine Schuhlmeisder Orderer (= Georg von Orterer), wo man es zwahr nichd klaubt, bald man ien mit seine krumben Bäckerhaksen anschaugt, haber er isd sär scharrf. Dan kohmen die Oberscht, was lauder geischtlinge Härren sind und Du kenzt si schon, der Bichler (= Dompropst Franz Seraph von Pichler), der Daller (= Balthasar von Daller) und der Schedler (= Franz Xaver Schädler). Dan kohmen Hauptleute und Leidnand, wo auch wider lauder Geischtlinge sind.“

## Ehrungen
- Erzbischöflicher Geistlicher Rat
- 1899: Ernennung zum Päpstlichen Hausprälaten
- 1899: Ehrenbürger der Stadt Freising
- 1901: Verleihung des Ritterkreuzes des Verdienstordens der Bayerischen Krone verbunden mit dem persönlichen Adel
- 1901: Ehrenmitglied der katholischen Studentenverbindung KDStV Aenania München
- Ritter III. Klasse des Ordens vom Heiligen Michael
- Inhaber des Ludwigsordens
- Ehrenbürger von Niklasreuth
- Benennung der Dr.-von-Daller-Straße in Freising